# Bagnor
Bagnor – osada w Anglii, w hrabstwie ceremonialnym Berkshire, w dystrykcie (unitary authority) West Berkshire, położona niedaleko miasta Newbury. Po raz pierwszy nazwa osady została wymieniona już w Domesday Book w zapisie Bagenore
W osadzie siedzibę ma słynny teatr szekspirowski Watermill Theatre.